# Psapharochrus maccartyi
Psapharochrus maccartyi är en skalbaggsart som först beskrevs av Chemsak och Hovore 2002.  Psapharochrus maccartyi ingår i släktet Psapharochrus och familjen långhorningar. Inga underarter finns listade i Catalogue of Life.